# Camptoptera tenuis
Camptoptera tenuis är en stekelart som beskrevs av Soyka 1961. Camptoptera tenuis ingår i släktet Camptoptera och familjen dvärgsteklar.
Artens utbredningsområde är Tyskland. Inga underarter finns listade.